# لويس إيناسيو لولا دا سيلفا
لويس إيناسيو لولا دا سيلفا (بالبرتغالية: Luiz Inácio Lula da Silva) (ولد في 27 أكتوبر 1945م)، رئيس البرازيل الخامس والثلاثون. انتخب رئيسًا عام 2002، ثم أعيد انتخابه سنة 2006 بعد فوزه بـ 60% من الأصوات. تسلم الرئاسة للمرة الأولى في 1 يناير 2003 وحتى 1 يناير 2011 اختير كشخصية العام في 2009 من قبل صحيفة لوموند الفرنسية، وصنف بعد ذلك في السنة التالية حسب مجلة التايم الأمريكية كالزعيم الأكثر تأثيرا في العالم.
كما لُقّب بأشهر رجل في البرازيل من الجيل الحديث، بل ولُقّب بأشهر رجل في العالم. 
قدم دا سيلفا العديد من برامج الإصلاح الإجتماعي لحل مشاكل كالفقر؛ من خلال إيقاف عمليات تصنيع الأسلحة، وقد لعب دا سيلفا دورًا هامًا في تطور العلاقات الدولية، بما في ذلك البرنامج النووي لإيران ومشكلة الاحتباس الحراري. ووصف بأنه «رجل صاحب طموحات وأفكار جريئة من أجل تحقيق توازن القوى بين الأمم».
في 1 أكتوبر 2011 أُصيب دا سيلفا الذي كان من المدخنين لأكثر من 40 عاما بورم خبيث وخضع للعلاج الكيميائي حتى تعافى من المرض بشكل كامل، وعاد للحياة السياسية.
في يوم 12 يوليو 2017 أصدر القضاء البرازيلي حكما بالسجن مدة تسع سنوات وستة أشهر على الرئيس البرازيلي السابق لويس إيناسيو لولا دا سيلفا بتهم الفساد وغسل الأموال. وفي 9 نوفمبر 2019 خرج دا سيلفا من السجن بعد ما أن أطلق سراحه وكان قد قضى فيه أكثر من عام ونصف العام. وغداة خروجه، توجه لولا إلى مقر نقابة عمال الحديد في ساو باولو التي ترأسها سابقا. ولدى وصوله إلى مقر النقابة، احتشد مناصروه وتهافتوا لمعانقته ومصافحته.
أُعيد انتخابه في أكتوبر 2022، رئيسا للبرازيل لولاية جديدة متفوقا على الرئيس المنتهية ولايته جايير بولسونارو بفارق طفيف.

## الطفولة والنشأة
تختلف نشأة وطفولة لولا دا سيلفا عن باقي الزعماء، فهو قد نشأ في أسرة فقيرة، أصلها من الشمال الشرقي للبرازيل. وقد كانت طفولة دا سيلفا قاسية، حيث علمته والدته كيف يمشي مرفوع الرأس. كتب ريتشارد بورن في الجزء الأول من كتابه «لولا البرازيل» عن طفولة دا سلفيا، وجاء عنوان هذا الجزء بعنوان «قاسية وصعبة»، انتمى لولا دا سيلفا لأسرة مكونة من 7 أولاد وبنات، سافر أبوه مع ابنة عمه بعد أسبوعين فقط من مولد دا سيلفا إلى ساو باولو، للبحث عن عمل ثم انقطعت أخباره بعد فترة قصيرة، فظنت والدة لويس أنه وجد وظيفة وبالتالي سافرت هي الأخرى إلى ساو باولو ومعها أطفالها. ولكن سرعان ما اكتشفت أن زوجها تزوج من ابنة عمه بعد أن عاشوا قصة حب سرية. ولذلك اضطرت أن تسكن في غرفة واحدة في منطقة فقيرة في هذه المدينة. ولقد لعبت «أريستيدس» والدة دا سيلفا دوراً كبيراً في حياته وتكوين شخصيته، واعترف دا سيلفا بذلك قائلاً:
بدأ لولا دا سيلفا مشواره التعليمي في سن مبكر، ولكنه توقف عن التحصيل الدراسي في سن العاشرة من عمره عندما كان في السنة الخامسة من التعليم الأساسى بسبب الفقر الشديد والظروف الصعبة التي كانت تمر بها العائلة. ولكن تلك الظروف الصعبة ساهمت في بناء شخصيته، وظهر هذا عندما تولٌى حكم البرازيل ووجه اهتمامًا كبيرًا للفقراء.

## فترة الشباب

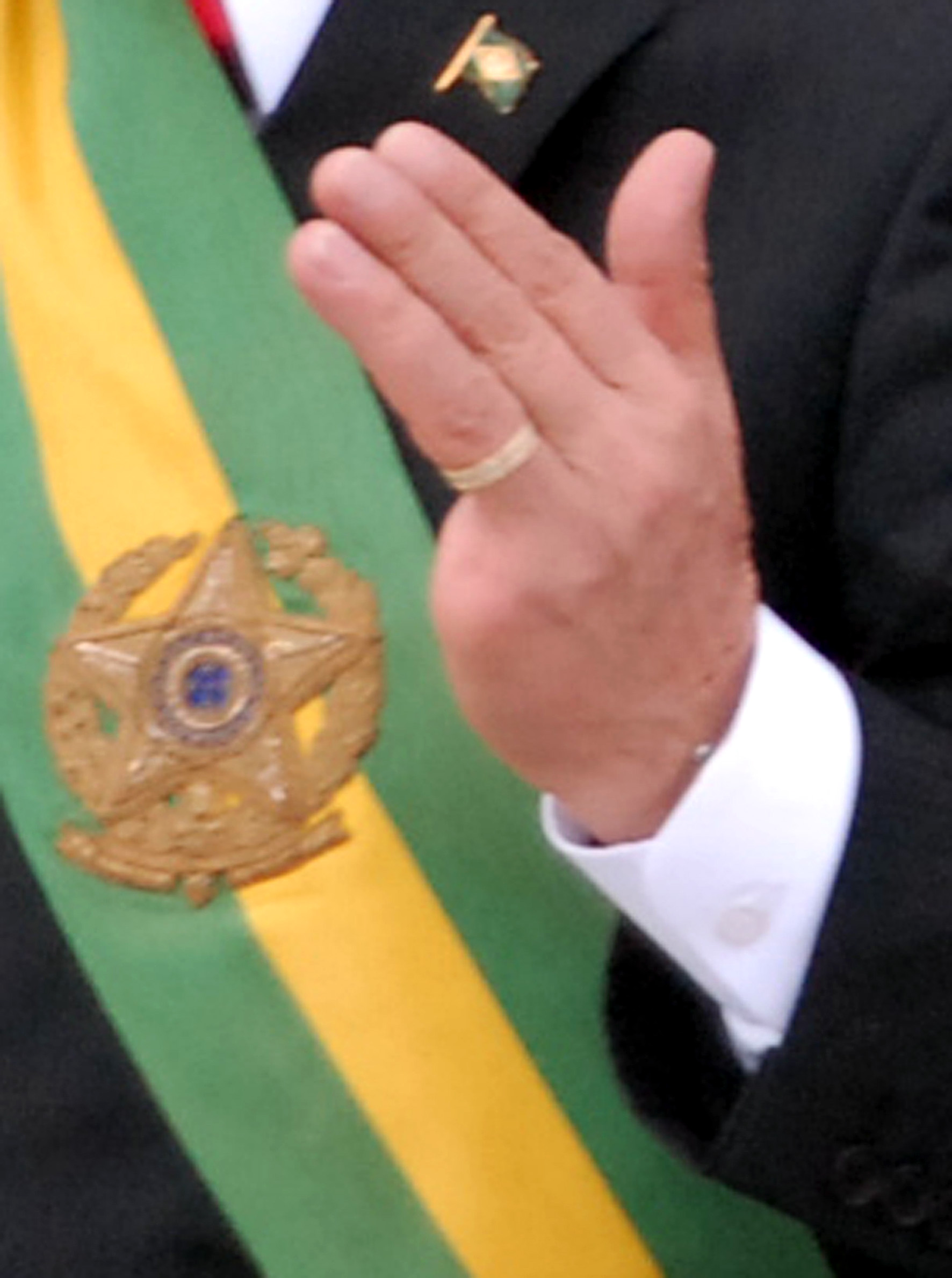
صورة توضح فقدان دا سيلفا لخنصره الأيسر.

يتمتع لولا دا سيلفا منذ شبابه بالصبر والتحمل وكان يؤمن بالروح الثورية والتغيير، نتيجة للظروف الصعبة التي مر بها في طفولته، والتي اضطرته للعمل كماسح للأحذية لفترة طويلة في شوارع ساو باولو، وكصبي في محطة وقود، ثم حرفي في ورشة، وبعد ذلك مكانيكي لإصلاح السيارات، وبائع خضروات لكن كل هذه الظروف جعلت منه رجلًا قويًا. وانتهى به الحال كمتخصص في التعدين بعد التحاقه بمعمل «فيس ماترا» حيث نجح في الحصول على دورة تدريبية لمدة 3 سنوات من هناك.
تعرض لحادثة في التاسعة عشر من عمره، أثناء عمله في إحدى مصانع قطع الغيار للسيارات، أدت إلى فقدانه أصبعه خنصر في يده اليسرى. وكان السبب في هذا هو إهمال صاحب المصنع الذي كان يعمل به. وبعد هذا الحادث انضم دا سيلفا إلى نقابة عمالية بهدف تحسين أوضاع العمال. لأنه عانى الكثير ليحصل على علاج. وأثرت تلك الحادثة في نفسية لولا، حيث بدأ يفكر في حق العمال، ومدى أهمية العدالة الاجتماعية بين مختلف الطبقات. وهذا الأمر دفعه للمشاركة في اتحاد نقابة العمال، بهدف الدفاع عن حقوق العمال وتحسين مستواهم وليحررهم من قسوة أصحاب الأموال عليهم.

## تاريخه المهني

### لولا دا سيلفا في نقابة عمال الحديد
ظهر اجتهاد دا سيلفا في أوائل العشرينيات من عمره، عندما مارس العمل النقابي ونجح فيه بمساعدة أخيه فريرا دا سيلفا. واستطاع أن يحتل منصب نائب رئيس نقابة عمال الحديد في عام 1967م بعد أن تخلى أخوه عن المنصب. بعد ذلك تم انتخاب لولا رئيسًا للنقابة في عام 1978م. وكانت النقابة تضم في ذلك الوقت ما يقارب 100 ألف عامل في معظم مرافق مصانع السيارات في البرازيل مثل تويوتا وفولكس فاجن ومرسيدس بنز وفورد وغيرها.

## حياته السياسية قبل الرئاسة

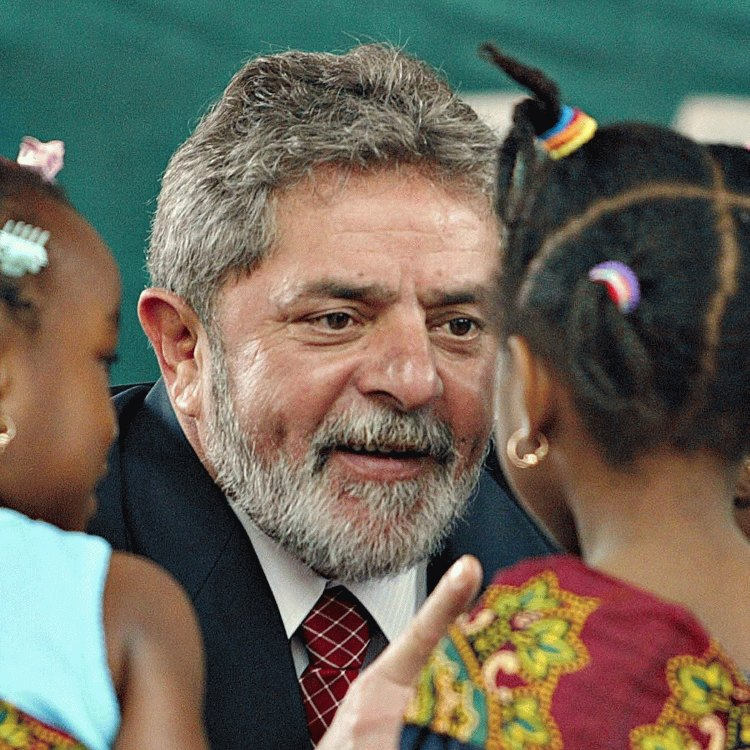
الرئيس لولا دا سيلفا في موزمبيق 2003م

في عام 1980م وأثناء إضراب للمصانع في أطراف مدينة ساو باولو في فترة سيطرة الجيش على الحكومة ترأس خطاب لنقابات العمال الصناعيين، وكانت خطاباته مشجعة ضد الحكومة فأدى ذلك إلى احتجازه لمدة ثلاثين يوم. وفي عام 1981م حكمت علية المحكمة العسكرية بالسجن لمدة 3 سنوات ونصف بتهمة التحريض، ولكن أطلق سراحه في عام 1982م. وفي نفس العام شارك في أول انتخابات لحكومة ساو باولو ولكنه خسر. وفي عام 1984م شارك مع «أوليسيس غاماريس» في حملة انتخابية لإعاده الديمقراطية إلى البرازيل وعودة حق الرئاسة المباشرة، وقد حققت هذه الحملة نجاحًا في الانتخابات الرئاسية لعام 1984م. وفي عام 1986م انتخب نائبًا عن ولاية ساو باولو، وفي عام 1988م شارك في صياغة الدستور. وفي عام 1989م عقدت أول انتخابات رئاسية مباشرة منذ الانقلاب العسكري في عام 1964م، ورشّح نفسه للرئاسة لكنه هُزم في الجولة الثانية ضد مرشح الحزب الوطني فيرناندو كولور ميلو الذي حظي بدعم كبير من الناخبين الذين شعروا بالخوف من احتمال قيام دولة تميل إلى الاشتراكية بقيادته. وبالرغم من هزيمته إلا إنه حافظ على موقعة وعلى حزبه في البرازيل وفي الخارج، كما سلط الضوء على حزب العمل عند تأسيس منتدى ساو باولو في «ساو برناردو دو كامبو» وذلك في عام 1990م، وكان الاجتماع الدوري لقادة الأحزاب الذين سعوا إلى جمع وترتيب اليسار في أمريكا اللاتينية خصوصًا بعد توسع الليبرالية الجديدة من بعد سقوط جدار برلين.
وفي عام 1992م أيّد عزل الرئيس فيرناندو كولور ميلو الذي اتهم في قضايا فساد مختلفة، حيث تم إزالته مؤقتًا إلى أن استقال من منصبة في نهاية العام. وفي عام 1994م أعاد ترشيح نفسه للرئاسة، إلا إنه خسر من الجولة الأولى، ورشح نفسه أيضًا في انتخابات عام 1998م وخسرها للمرة الثالثة من الدور الأول، وبالرغم من ذلك أصبح قويا في المعارضة وكان حزبه حزب العمل ينمو باستمرار.
'حزب العمال' : هو أول حزب عمالي تأسس في 10 من فبراير عام 1980م على يد دا سيلفا وعدد من المثقفين والسياسيين،  هو حزب يساري يؤمن أعضاء هذا الحزب بالأفكار التقدمية التي تفجرت في وجه الديكتاتورية العسكرية في البرازيل.
اعتقل لولا دا سيلفا في عام 1980م لمدة شهر بسبب إضرابات النقابة العمالية، كما انضم إلى الحملة التي طالبت بإجراء تصويت شعبي مباشر في انتخابات الرئاسة البرازيلية. حيث كان يتم انتخاب الرئيس في ذلك الوقت عبر الكونغرس وفقًا لدستور عام 1967م. وتم إجراء أول انتخابات بالاقتراع الشعبي المباشر في عام 1989م بعد نجاح الحملة. وفي عام 1986م حصل لولا دا سيلفا على مقعد في الكونغرس ، وبعد ذلك دخل للمنافسة على منصب رئيس الجمهورية في انتخابات عام 1989م.

### كفاح من أجل السلطة
على الرغم من هزيمة لولا دا سيلفا أمام كولور في الصراع على الرئاسة في انتخابات عام 1989م لم يستسلم، بل عاد للمنافسة من جديد على هذا المنصب الرفيع في انتخابات عام 1994م و1998م ولكنه فشل أيضاً في الوصول لمنصب الرئيس. وعلى الرغم من الهزيمة في ثلاث دورات انتخابية متتالية، استمر دا سيلفا في الترشح للمنصب عدة مرات حتى نجح في التفوق على منافسيه. وتم انتخاب لولا دا سيلفا رئيسًا للجمهورية في شهر أكتوبر 2002م، بعد أن حصل على أكثر من 51 مليون صوت بنسبة (62%) من إجمالي عدد الأصوات ليصبح لولا دا سيلفا أول رئيس يساري منتخب منذ إنشاء جمهورية البرازيل في 15 من نوفمبر عام 1889م.
وفي عام 2006م، لم يحصل لولا دا سيلفا على أغلبية الأصوات في دورة التصويت الأولى من انتخابات الرئاسة، ولكنه فاز في الدورة الثانية، وبذلك حصل دا سيلفا على فترة ولاية ثانية في نوفمبر عام 2006م بعد أن حقق فوز بنسية 60% من إجمالي أصوات الناخبين. وظلّ لولا دا سيلفا في منصب الرئيس حتى 1 من يناير 2011م. وبعد أن انتهت فترته الرئاسية، قال إنه لا يمكن تعديل الدستور ليتمكن من أن يترشح للمرة الثالثة.، وفي تصريح للرئيس لولا دا سيلفا لمجلة برازيلية صرح قائلًا:

## لولا دا سيلفا الرئيس

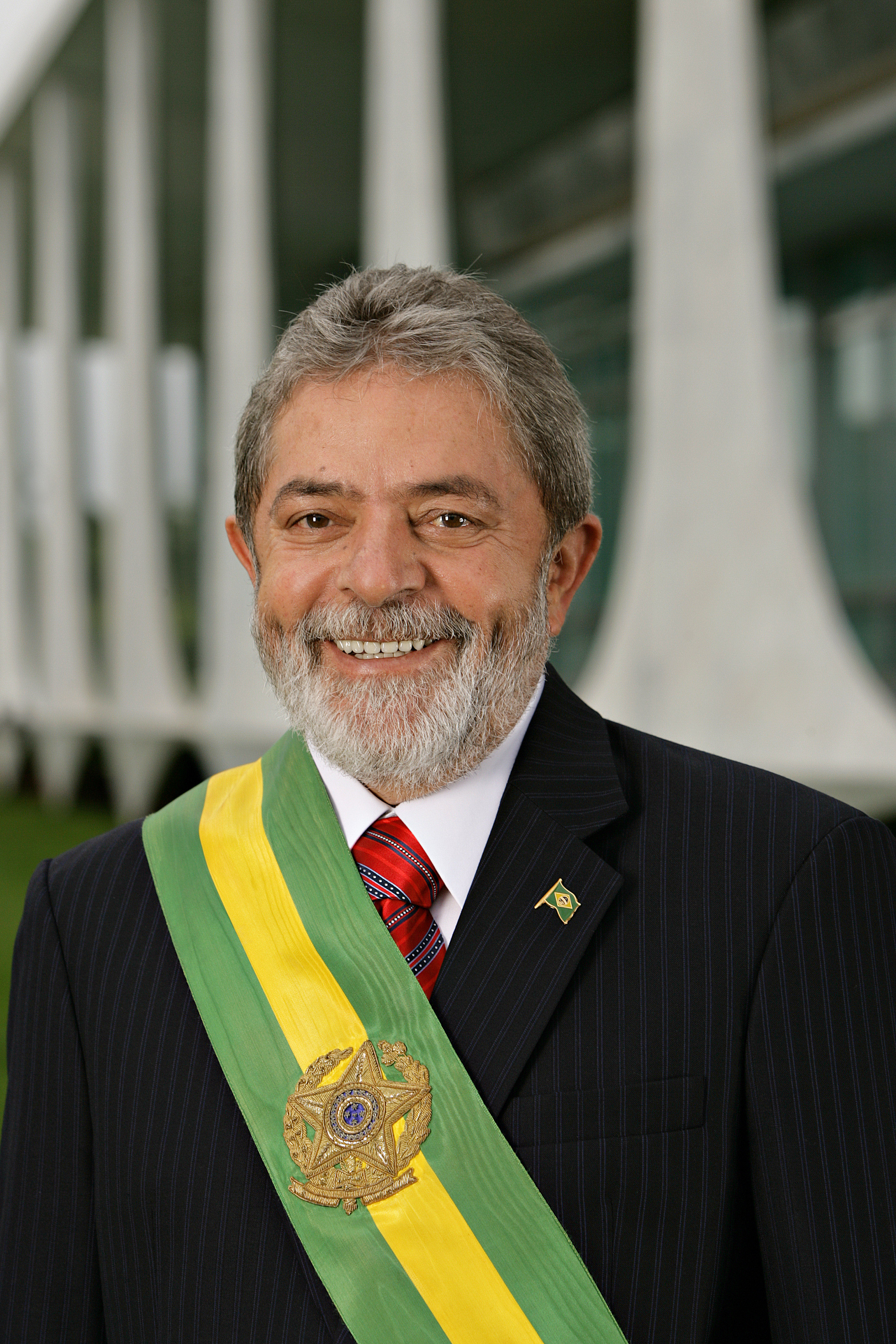
الرئيس البرازيلي لولا دا سيلفا

يحظى الرئيس لولا دلا سيلفا بشعبية كبيرة في البرازيل وخاصة الطبقة الفقيرة وأطلقوا عليه لقب «بطل الفقراء» نظرًا لعمله البطولي من أجل فقراء البرازيل حيث استطاع إقناع العديد من رجال الأعمال والطبقة المتوسطة بالالتفاف حول الفقراء. كما قام بوضع العديد من البرامج الإجتماعية التي أسهمت إلى حد كبير في التقدم الذي حدث في البرازيل.،
كما يعتبر لولا دا سيلفا خبيرًا اقتصاديًا وفقاً للعديد من التقارير برغم من افتقاره للخلفية الأكاديمية. فلقد اقترح دا سيلفا تمويل برنامج لمكافحة الفقر من خلال فرض ضريبة على صفقات الأسلحة في العالم.، ولم تقتصر شهرة الرئيس لولا دا سلفيا في البرازيل وحسب بل وصلت شهرته إلى العالم أجمع حيث صرٌح الرئيس الأمريكي باراك أوباما قائلاً «لولا أكثر شعبية مني إنه أكثر شعبية من كل الكرة الأرضية».
عندما فاز دا سيلفا أول مرة برئاسة جمهورية البرازيل سبب هذا خوفاً في قلوب الرأسماليين وغضب اليمينيين وذلك بسبب فكر دا سلفا الاشتراكي اليساري، ولكنهم وبعد فترة قصيرة تنفسوا الصعداء. حيث كانت البرازيل على شفا الهاوية، وهي الآن تتمتع بفائض يزيد عن 200 مليار دولار وأصبحت صاحبة أقل نسبة غلاء من دول العالم الثالث، وذلك بفضل مجهودات دا سيلفا.

### لولا دا سيلفا والنهضة في البرازيل
لعب الرئيس البرازيلي لولا دا سيلفا دوراً كبيراً في النهوض بالبرازيل وذلك من خلال الخطة الذي رسمها لذلك والمتمثلة في النهوض باقتصاد البرازيل وتحقيق العدالة الاجتماعية وتحديث الجيش.

#### لولا دا سيلفا واقتصاد البرازيل
لقد عانت البرازيل الكثير من المشكلات الاقتصادية، حيث أن معدلات التضخم ارتفعت بقدر كبير، وارتفاع نسبة الفقر والبطالة وأيضًا المجاعات. ولكن بعد أن أصبح دا سيلفا رئيسًا حدثت تحولات كبيرة في أقتصاد البرازيل وذلك بفضل المنهج الذي وضعه لبناء الدولة، وهذا المنهج يتمثل في الديمقراطية والسياسة المتوازنة بين البرامج الاجتماعية للأسر الفقيرة إلى جانب التصنيع والتصدير وذلك اعتمادًا على عدد كبير من الشركات العملاقة.
وبفضل هذا المنهج الذي سار عليه لولا دا سلفيا، أصبحت البرازيل تحتل المرتبة الثامنة كأكبر اقتصاد على مستوى العالم. واستطاع إخراج أكثر من 20 مليون شخص من تحت خط الفقر وتحسين حالتهم المادية . كما حصلت ريو دي جانيرو على فرصة تنظيم دورة الألعاب الأولمبية الصيفية 2016م، وهذه ستكون هي المرة الأولى التي ستعقد بها دورة الألعاب الأوليمبية في أمريكا الجنوبية. وبالرغم من انهيار البورصة البرازيلية عندما فاز دا سيلفا بالرئاسة، وانخفاض سعر الريال البرازيلي مقارنةً مع الدولار. إلا أن دا سيلفا نجح في احتواء رجال الأعمال بالتوازي مع برامج مكافحة الفقر . وقد استعان الرئيس لولا دا سيلفا بمجموعة من المستشارين الأكفاء في المجال الاقتصادي. واعتمد على مجموعة من الشركات الكبيرة التي تنتج السيارات والطائرات، بالإضافة إلى مصانع المنتجات الغذائية مثل اللحوم والدواجن.
وهكذا قدَّم دا سيلفا مثالاً للرئيس الاشتراكي الذي يضع الهيكل الرأسمالي لشعبه كما أدى انخفاض سعر الريال البرازيلي إلى زيادة صادرات البرازيل.

#### لولا دا سيلفا والعدالة الإجتماعية
وفي ظل المشكلات الأقتصادية التي عاشتها البرازيل من ارتفاع نسبة البطالة والفقر وارتفاع معدلات التضخم اتسعت الفجوة بين طبقات المجتمع الغنية والفقيرة. ولكن لولا دا سيلفا استطاع التغلب على كل هذه المشاكل، وتحقيق العدالة الاجتماعية، وذلك من خلال فرض الضرائب التصاعدية. حيث نجح في توفير ما يقارب 60 مليار دولار خصصها لمساعدة الأسر الفقيرة والقضاء على ظاهرة توارث الفقر. وبفضل مجهودات الرئيس دا سيلفا أصبحت البرازيل من ضمن قائمة الدول المؤثرة في الخمس عشرة سنة المقبلة. وهناك توقعات بأنه بحلول عام 2040م سيكون اقتصاد البرازيل أكبر من اقتصاد ألمانيا واليابان معًا، نظرًا لمقوماتها الاقتصادية الضخمة في مجالات الزراعة والصناعة والاكتشافات البترولية الجديدة.
وقد نجح الرئيس لولا دا سيلفا في تطبيق برنامج «بولسا فاملى»؛ وهو برنامج لتحسين الأوضاع الاجتماعية، حيث حُسِّنَتْ أوضاع 8 ملايين أسرة فقيرة، وذلك بتوفير دخل بحد أدنى 160 دولارًا. ولقد بلغت تكلفة هذا البرنامج أكثر من 80 مليار ريال برازيلي . وتم تمويل هذا البرنامج من خلال الضرائب التصاعدية التي تمثل أكثر من 40 % . واشترط على كل الأسر المستفيدة من هذا البرنامج أن يواظب أبنائهم على الدراسة. والهدف الأساسي من تطبيق هذا المشروع هو تخفيف وطأة الفقر وتحقيق العدالة الاجتماعية.

#### لولا دا سيلفا والجيش البرازيلي
قام الرئيس لولا دا سيلفا بتحديث الجيش البرازيلي، حيث أصبح أكبر جيش في قارة أمريكا الجنوبية ويتكون من 370 ألف عسكري . وطبّقت البرازيل نظام التجنيد الإجباري لمن هم في سن 21 إلى 45 عامًا وذلك خلال مدة تتراوح ما بين 9 إلى 12 شهرًا . أما عن ما يخص المتطوعين في الجيش فهؤلاء تبدأ خدمتهم من سن 17 عامًا.

### الحياة الأسرية

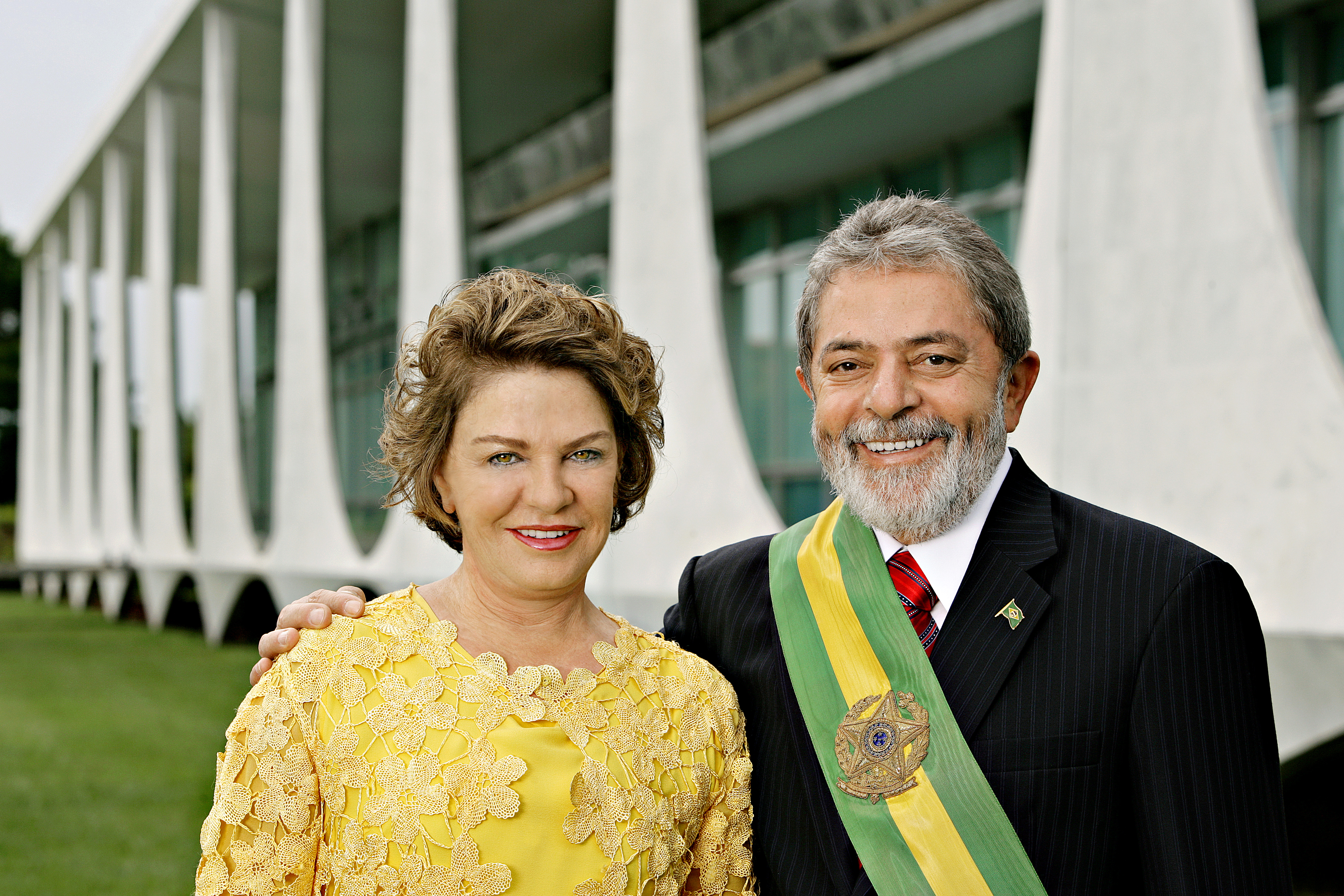
صورة الرئيس البرازيلي لولا دا سيلفا مع زوجته ماريزا ليتسيا

اصطبغت حياة الرئيس لولا دا سيلفا الأسرية بطبيعة مشوار الكفاح الذي خاضه من أجل تحقيق النجاح، ففي عام 1969م تزوج دا سيلفا من ماريا دى والتي توفيت في عام 1970م. بسبب مرض التهاب الكبد الوبائي. وفي عام 1974م تزوج من «ماريزا ليتسيا لولا دا سيلفا» والتي أصبحت السيدة الأولى في البرازيل وأنجب منها 5 أبناء.

### جوائز وأوسمة
نال الرئيس لولا دا سيلفا العديد من الجوائز والأوسمة أهمها:
- وسام الاستحقاق البرازيلي.[46]
- وسام الصليب الجنوبي.[46]
- جائزة أمير أسترياس للتعاون الدولي عام 2003م.[46]
- جائزة «فيليكس هوفوية- بوانيي للسلام» من اليونيسكو عام 2008م.[46]

بالإضافة إلى كل هذة الجوائز والأوسمة فإن لولا دا سيلفا هو الشخص الوحيد في أمريكا اللاتينية الذي ورد اسمه في قائمة ال50 الأكثر نفوذًا من زعماء العالم.

## ما بعد الرئاسة

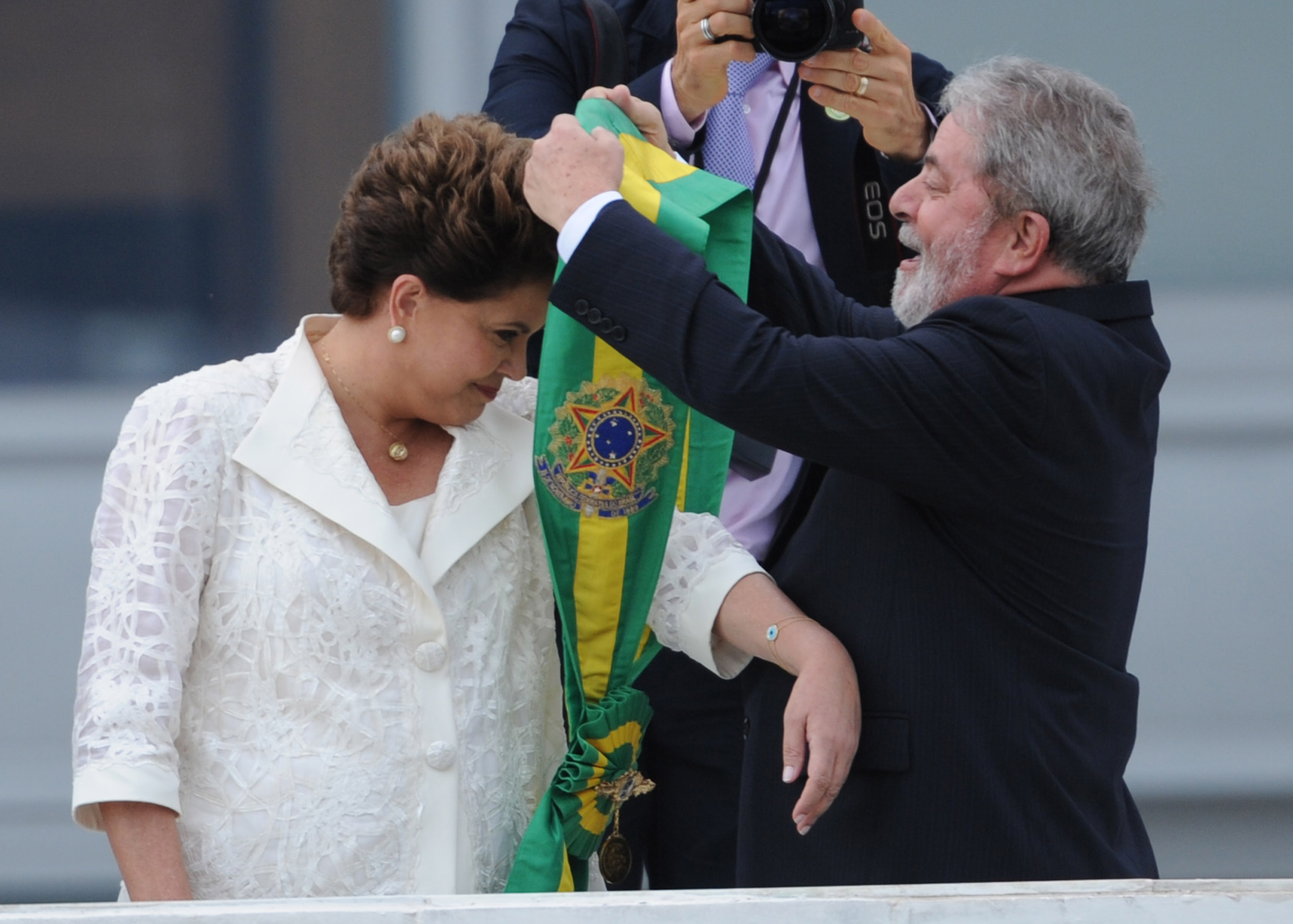
لولا دا سيلفا يسلم رئاسة البرازيل لديلما روسيف، 1 يناير 2011م

وبعد أن حكم لولا دا سيلفا البرازيل لمدة 8 سنوات من 1 من يناير 2003م وحتى 1 من يناير 2011م ترك منصب الرئيس بعد رفض تعديل الدستور أتت بعده ديلما روسيف.
وفي فبراير 2011م، رفع المدعي العام الدعوة ضد لولا دا سيلفا واتهمه بسوء استخدام الأموال العامة في تمويل حملته انتخابية عام 2004م، التي تكلفت 40 مليون يورو، وطالب بتجميد ممتلكاته .
وفي 27 من سبتمبر من عام 2011م، حصل لولا دا سيلفا على الدكتوراه الفخرية من قبل معهد الدراسات السياسية بباريس 
وفي أكتوبر 2011م أعلنت المستشفى السورية اللبنانية في ساوباولو أن لولا دا سيلفا يعاني من ورم في الحنجرة، وأنه سيخضع للعلاج الكيمائي  وبعد ذلك شُفِيَ من المرض.

## سجنه وإخلاء سبيله
اُعتقل لولا دا سيلفا في أبريل عام 2018، ونفذ عقوبة بالسجن تجاوزت العام ونصف العام بسبب توجيه المحكمة له تهم فساد، إلّا أنه بعد سنة ونصف أمر القضاء بإخلاء سبيله في ضوء قرار اتخذته المحكمة العليا البرازيلية أنه لم «يعد هناك أي أساس لتنفيذ العقوبة»، وفي عام 2012 أيضا اتخذ قاضي المحكمة العليا البرازيلية قرارا يقضي بإلغاء إدانته بقضية الكسب غير المشروع.